# VfL Pfullingen
VfL Pfullingen är en idrottsförening från Pfullingen i Baden-Württemberg i Tyskland, som grundades 1862 och har 15 sektioner. Särskilt inom handboll har föreningen varit framgångsrik och spelade i Bundesligan 2001-2006.

## Sektioner[1]
- Artistisk gymnastik
- Bordtennis
- Boxning
- Fistboll
- Fotboll
- Friidrott och triathlon
- Fäktning
- Handboll
- Judo
- Kraftsport
- Motion
- Seniorer
- Skidsport
- Tennis
- Volleyboll